# Dicecream
DiceCream, pseudoniem voor John Mangal (6 april 1982) is een Nederlandse rapper van Surinaams-Hindoestaanse afkomst. Dicecream maakt deel uit van de rapformatie ADHD. In 2008 verliet hij platenlabel Lyric Recordings en richtte zijn eigen label StashBox Music Entertainment op.

## Biografie
Op 15-jarige leeftijd krabbelde Dicecream, als rapper van de tweekoppige rapformatie First Class, zijn eerste rijmpjes in zijn kladblok. Hoewel First Class verschillende keren kleine optredens deed, verliep de samenwerking niet naar behoren. Dicecream besloot de groep te verlaten en als soloartiest verder te werken. In 1999 ontmoette hij Man!ak. Man!ak produceerde veel beats voor Dicecream en zorgde ervoor dat Dicecream veel vooruitgang boekte, wat resulteerde in twee promo albums. Het duo trad veel op en nam twee Engelstalige albums op. In 2003 verscheen Dicecreams eerste single, met bijhorende videoclip: Vet Verse Flows.
In 2004 sluit Dicecream zich aan bij de hiphopformatie ADHD, een groep bestaande uit Brainpower, DiceCream, DJ TLM en Man!ak. ADHD behaalt de Nederlandse Top 40 met Beng Je Hoofd (samen met Spike van DI-RECT) en Shouf Shouf Habibi!. Ook verschijnt er in 2004 het album Aanbevolen Dagelijkse Hoeveelheid Dopeness van ADHD. Ze treden op vele grote festivals op, waaronder Pinkpop, Lowlands, TMF Awards en Pukkelpop. Ook verzorgt ADHD de titelsong van de bioscoopfilm 'Shouf Shouf Habibi'. Aan het eind van 2004 verschijnt ook zijn solomixtape, De Blaastest, die hij samen met producer Tease maakte. Van de De Blaastest mixtape werd het nummer Doe wat je doet (Feat. T-Slash) gebruikt om voor en videoclip.
In 2005 wordt DiceCream door Brainpower getekend op diens platenlabel Lyric Recordings. Hierop verschijnt DiceCream's debuutalbum 'Je Weet Nix', waar een samenwerking met Candy Dulfer op staat. Samen met Brainpower verzorgt hij de soundtrack van de bioscoopfilm 'Afblijven' en behaalt hij met zijn officiële debuutsingle 'Vlinders' (ft. Brainpower) een Top 40-notering.
In 2008 richt DiceCream zijn eigen platenlabel genaamd StashBox Music Entertainment op. Hij sluit een samenwerkingsovereenkomst met platenmaatschappij Mandy Records en brengt via die weg zijn tweede studioalbum uit, getiteld De Blaastest. Zijn single 'Whoop Whoop' (ft. The Partysquad, Darryl, Sjaak en Reverse) bezorgt hem zijn tweede Top 40-notering.
DiceCream won eind 2006 een Essent Award.

## Discografie

### Albums
| Album met eventuele hitnotering(en) in de Nederlandse Album Top 100                            | Datum van verschijnen | Datum van binnenkomst | Hoogste positie | Aantal weken | Opmerkingen |
| ---------------------------------------------------------------------------------------------- | --------------------- | --------------------- | --------------- | ------------ | ----------- |
| ADHD (Brainpower, DiceCream, Man!ak en DJ TLM) - De Aanbevolen Dagelijkse Hoeveelheid Dopeness | 2004                  | -                     |                 |              | Album       |
| De Blaastest                                                                                   | 2005                  | -                     |                 |              | Mixtape     |
| Je Weet Nix...                                                                                 | 2006                  | -                     |                 |              | Album       |
| De Blaastest - Het Album                                                                       | 2009                  | -                     |                 |              | Album       |

### Singles
| Single met eventuele hitnotering(en) in de Nederlandse Top 40 | Datum van verschijnen | Datum van binnenkomst | Hoogste positie | Aantal weken | Opmerkingen                                           |
| ------------------------------------------------------------- | --------------------- | --------------------- | --------------- | ------------ | ----------------------------------------------------- |
| Vet Verse Flows                                               | 2003                  | -                     |                 |              |                                                       |
| D.I.Z.Z.Y.                                                    | 2006                  | -                     |                 |              |                                                       |
| Afblijven                                                     | 2006                  | -                     |                 |              | met T-Slash en Brainpower / Soundtrack film Afblijven |
| Vlinders                                                      | 2006                  | 16-12-2006            | 26              | 5            | met Brainpower / Soundtrack film Afblijven            |
| Je Kent M'n Naam                                              | 2011                  | 01-08-2008            |                 |              |                                                       |
| Whoop whoop                                                   | 2008                  | 01-11-2008            | 20              | 7            | met The Partysquad, Sjaak, Reverse en Darryl          |
| Niemand doet als zij                                          | 2009                  | 07-03-2009            | tip15           | -            | met Derenzo                                           |
| Cruise                                                        | 2011                  | 01-10-2011            |                 |              |                                                       |
| Ademnood (ft. Wudstik)                                        | 2012                  | 06-04-2012            |                 |              |                                                       |
| Omhoog (ft. Diggy Dex)                                        | 2014                  | 16-10-2014            |                 |              |                                                       |
| Blijf                                                         | 2014                  | 11-12-2014            |                 |              |                                                       |
| Lovesong (ft. Ali B)                                          | 2015                  | 14-01-2015            |                 |              |                                                       |
| Echt Zo                                                       | 2016                  | 09-03-2016            |                 |              |                                                       |
| Tijd                                                          | 2016                  | 06-05-2016            |                 |              |                                                       |

### Overig werk
- 2003 - Vet verse flows (Verzamelalbum; bijdrage: "Vet verse flows" en "Fantasteez".)
- 2003 - Mijn zone (Verzamelalbum; featuring op "Mijn zone" .)
- 2003 - Brainpower - De volgende straat (Single/12"inch B-Kant "Schreeuwetuit")
- 2005 - Jaman (Brainpower ft. DiceCream - (Brainpower - Even Stil album')
- 2006 - Showtime (The Beatkidz ft. Heistrockah, Lucky, J-Rock, Yes-R, Darryl en DiceCream - inclusief videoclip')
- 2006 - Discipline (The Partysquad ft. DiceCream & Brainpower / Partysquad - 'Bazen van de Club' album ')
- 2007 - Non Stop Remix (The Partysquad ft. Nino, DiceCream, Brainpower / Partysquad - 'Non Stop cd single')
- 2007 - Je Kan Niet Hangen Met Mij (ClubWreckers ft. T-Slash & DiceCream - inclusief videoclip')
- 2008 - Trots (Algerino ft. DiceCream - inclusief videoclip')
- 2008 - Je Kent M'n Naam (Buzz track en videoclip, afkomstig van 'De Blaastest - Het Album')
- 2008 - Boks Ouwe Remix (Brainpower ft. The Partysquad, DiceCream & T-Slash - inclusief videoclip')
- 2009 - Kan de kick iets harder (Brainpower ft. DiceCream / Brainpower - 'Hart en Hard' album')
- 2009 - Drama In De Tent (Brainpower ft. DiceCream & The Partysquad / Brainpower - 'Hart en Hard' album')
- 2009 - Sh#t Die Je Zoekt (Mitta ft. Lange Frans, Negativ, DiceCream e.a. - inclusief videoclip')
- 2007 - Eigen Kracht (Fouradi ft. Brainpower, DiceCream / Fouradi - Ideale Schoonzonen album')
- 2010 - Club Lido (Metz ft. DiceCream / Metz - Promotietrack Club Lido (Rotterdam)' - inclusief videoclip)
- 2010 - BOB (Metz ft. Reverse, Negativ, DiceCream / Metz - Maximus De Burgemeester album - inclusief videoclip')

### Videoclips
- 2003 - Vet verse flows (DiceCream - "Vet Verse Flows")
- 2004 - Beng Je Hoofd (ADHD ft. Spike (DI-RECT) - "Beng Je Hoofd")
- 2004 - Shouf Shouf Habibit (ADHD ft. Cilvaringz (Wu-Tang Clan) & Casablanca Connect "Shouf Shouf Habibi")
- 2005 - Doe Wat Je Doet (DiceCream & T-Slash - "Doe Wat Je Doet")
- 2006 - D.I.Z.Z.Y. (DiceCream - "D.I.Z.Z.Y.")
- 2006 - Showtime (The Beatkidz ft. Heistrockah, Lucky, J-Rock, Yes-R, Darryl en DiceCream - "Showtime")
- 2006 - Vlinders (DiceCream ft. Brainpower - "Vlinders")
- 2006 - Afblijven (DiceCream ft. Brainpower & T-Slash - "Afblijven")
- 2007 - Je Kan Niet Hangen Met Mij (ClubWreckers ft. T-Slash & DiceCream - "Je Kan Niet Hangen Met Mij")
- 2008 - Trots (Algerino ft. DiceCream - "Trots")
- 2008 - Je Kent M'n Naam (DiceCream - "Je Kent Mn Naam")
- 2008 - Whoop Whoop (DiceCream ft. The Partysquad, Darryl, Sjaak en Reverse - "Whoop Whoop")
- 2008 - Boks Ouwe Remix (Brainpower ft. The Partysquad, DiceCream & T-Slash - "Boks Ouwe Remix")
- 2009 - Sh#t Die Je Zoekt (Mitta ft. Lange Frans, Negativ, DiceCream e.a. - "Sh#t Die Je Zoekt")
- 2009 - Niemand Doet Als Zij (DiceCream ft. Derenze - "Niemand Doet Als Zij")
- 2010 - Club Lido (Metz ft. DiceCream - "Promotietrack Club Lido (Rotterdam)")
- 2010 - BOB (Metz ft. Reverse, Negativ, DiceCream - "B.O.B")
- 2011 - Cruise (DiceCream - "Cruise")
- 2012 - Ademnood (DiceCream ft. Wudstik - "Ademnood")

## Persoonlijk
DiceCream had van 2005 tot 2008 een relatie met Miljuschka Witzenhausen.